# Cine São Carlos
O Cine São Carlos é um cinema de rua localizado na cidade de São Carlos no estado de São Paulo.

## Histórico
| “ | O edifício onde hoje se encontra o Cine São Carlos abrigou os cinemas Polytheama, Progresso, São Paulo e os Studios I e II. O Cine Studio, pertencente ao Patrimônio da Cinematográfica Affonso, foi inaugurado em 15 de julho de 1976. Após uma década fechado, em 2009 o cinema foi adquirido pela Prefeitura Municipal e voltou a exibir filmes, agora como Cine São Carlos. | ” |
|   | |   |

Em 2007 o ex-prefeito Newton Lima Neto anunciou para a imprensa a aquisição do prédio do antigo Cine Studio I (1976-1999) e do Cine Progresso (1964-1969), onde mais tarde foi construído o novo Cine São Carlos. Um dos objetivos era a retomada da “Sessão Maldita”, grande marco da cidade década de 1970. O piso superior do local também foi disponibilizado para a instalação do estúdio da TV Educativa de São Carlos que contou com gastos de cerca de R$ 700 mil. Na noite da reinauguração, que ocorreu em 10 de novembro de 2008, foi exibido um curta-metragem produzido na cidade O Quintal dos Guerrilheiros com direção por João Massarolo. A empresa responsável pela exibição dos filmes, é a Cinematográfica Casella & Casella, vencedora da licitação e 4% dos valores dos ingressos são repassados ao Fundo Municipal da Cultura.
Em 2015, o Cine São Carlos foi contemplado com o “Prêmio Adicional de Renda’’ que é promovido pela Agência Nacional do Cinema (Ancine); esse prêmio é oferecido para cinemas que exibem uma grande quantidade de filmes nacionais. O prêmio foi uma quantia em dinheiro e foi utilizado na revitalização da sala de cinema. Um dos requisitos para concorrer ao prêmio é o cinema ter até duas salas de exibição.
Atualmente o cinema conta com duas salas de exibição e capacidade para 540 pessoas. O Cine São Carlos fica localizado na Rua Major José Inácio, 2514 no Centro de São Carlos.

## O construtor
Pietro David Cassinelli (Gênova, 1854 – São Carlos, 1898), construtor do palacete, veio para o Brasil aos 28 anos, chegando em São Carlos em 1882. Teve uma fábrica de móveis, uma fábrica de gelo, e foi um dos fundadores da Societá Ginástica Educativa Cristóforo Colombo. Faleceu de febre amarela, aos 43 anos. Foi responsável pela construção dos seguintes edifícios:
- Sede da Fazenda Santa Maria do Monjolinho, da família Camargo Penteado
- Palacete Bento Carlos, R. Treze de Maio, 2056
- Residência da família Pillegi, R. Jesuíno de Arruda, 1993 (antigo 185)
- Residência da família Fehr (demolido), R. Jesuíno de Arruda, 2137 (antigo 195/197)[6][7][8]
- Teatro Ipiranga (demolido), na R. Major José Inácio

## Ecletismo em São Carlos
O Ecletismo chega à cidade de São Carlos por conta da riqueza advinda do período cafeeiro e pela construção da ferrovia, a partir de 1884. Foi um período de expansão urbana do município. Além disso, grande número de trabalhadores imigrantes traziam consigo conhecimento de métodos construtivos europeus, que foram sendo incorporados às práticas construtivas locais. Construções em estilo Eclético eram símbolo de status social.

## Bem de interesse histórico
Entre 2002 e 2003, a Fundação Pró-Memória de São Carlos (FPMSC), órgão da prefeitura, fez um primeiro levantamento (não-publicado) dos "imóveis de interesse histórico" (IDIH) da cidade de São Carlos, abrangendo cerca de 160 quarteirões, tendo sido analisados mais de 3 mil imóveis. Destes, 1.410 possuíam arquitetura original do final do século XIX. Entre estes, 150 conservavam suas características originais, 479 tinham alterações significativas, e 817 estavam bastante descaracterizados. O nome das categorias das edificações constantes na lista alterou-se ao longo dos anos.
A edificação de que trata este verbete consta como "Imóvel de interesse histórico bem preservado" (categoria 5) no inventário de bens patrimoniais do município de São Carlos, publicado em 2021 pela Fundação Pró-Memória de São Carlos (FPMSC), órgão público municipal responsável por "preservar e difundir o patrimônio histórico e cultural do Município de São Carlos". A referida designação de patrimônio foi publicada no Diário Oficial do Município de São Carlos nº 1722, de 09 de março de 2021, nas páginas 10 e 11. De modo que consta da poligonal histórica delimitada pela referida Fundação, que "compreende a malha urbana de São Carlos da década de 40". A poligonal é apresentada em mapa publicado em seu site, onde há a indicação de bens em processo de tombamento ou já tombados pelo Condephaat (órgão estadual), bens tombados na esfera municipal e imóveis protegidos pela municipalidade (FPMSC).
| “ | Categoria 5: correspondem às edificações de interesse histórico-cultural que ainda possuem características originais, mas que já foram objeto de alteração, sendo recomendada sua preservação, embora seja permitida a demolição e/ou reforma. | ” |

## História dos cinemas em São Carlos

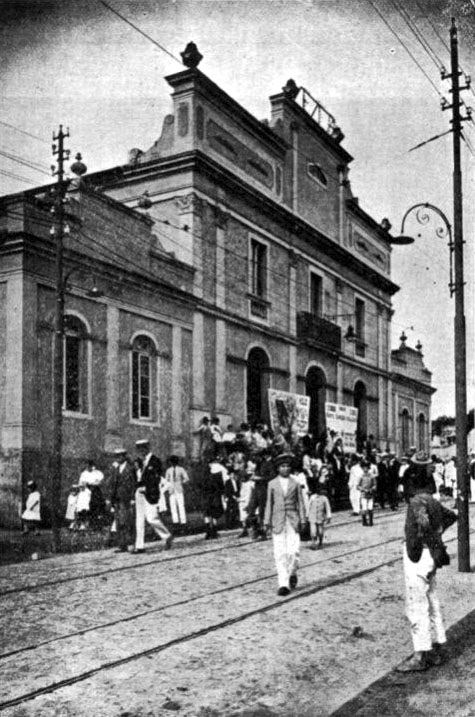
Theatro Ypiranga (1884), depois Theatro São Carlos (1902-1953) e Cine São Carlos (1953-1976), construído por Bento Carlos (esquina da R. Major com a Travessa da Praça Cel. Salles).

A primeira exibição de filmes na cidade ocorreu em 10 de outubro de 1897, numa sala de teatro (Teatro Ypiranga). O "Cinematógrafo Lumière" foi apresentado pela Companhia Francesa de Variedades, trupe artística de Faure Nicolay.
O Teatro Ypiranga foi aos poucos sendo transformado em sala própria de cinema e tornou-se o Theatro São Carlos (1902-1953) e depois o Cine São Carlos (1953-1976, não confundir com o atual Cine São Carlos, inaugurado em 2008), foi inaugurado em 21 de novembro de 1953 e que funcionou até ser demolido na década de 1970.

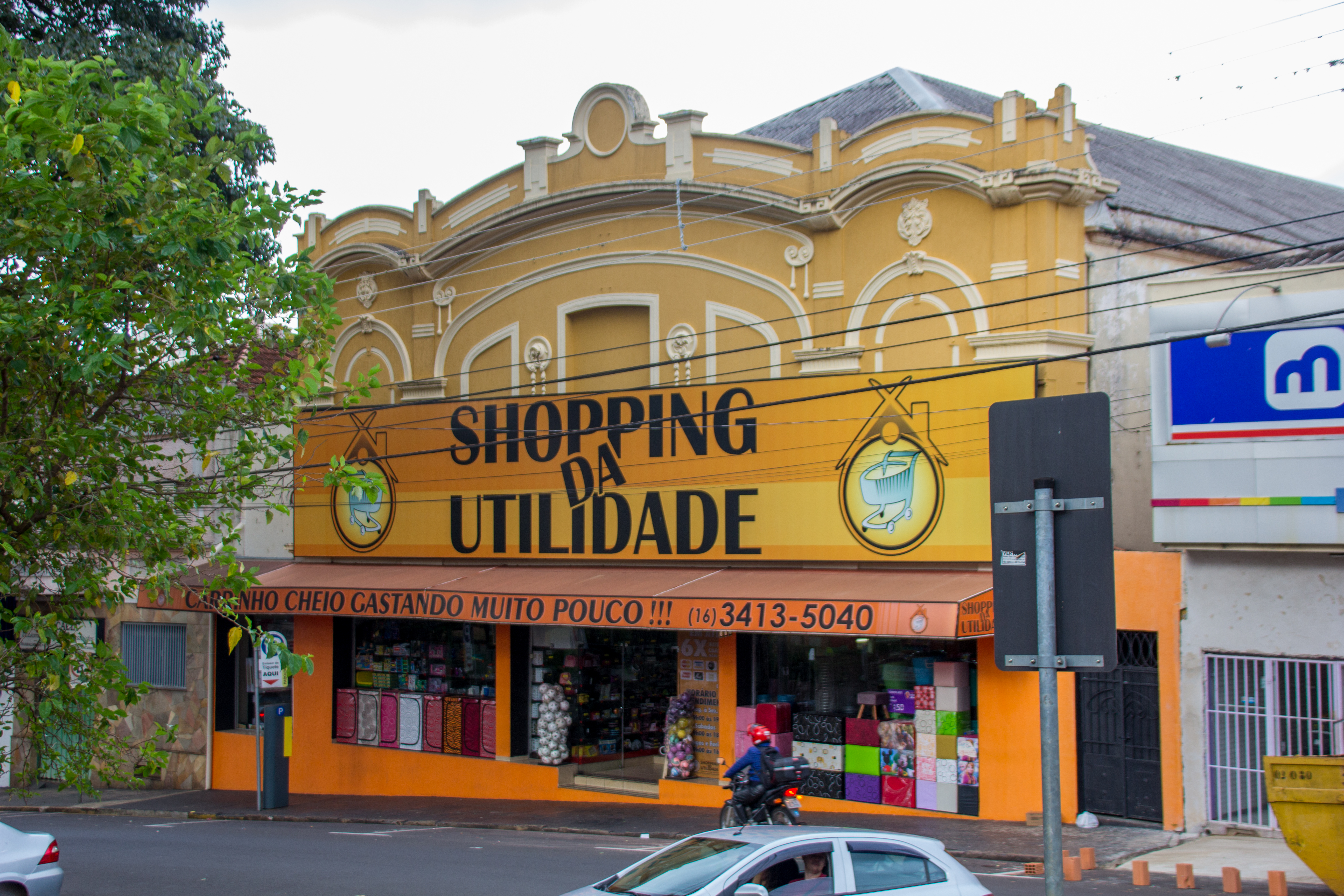
Prédio do antigo Cine São José (anos 1920), após reformas (R. Nove de Julho, 880).

O Cine São Carlos era propriedade da Empresa Teatral Paulista (1912-1976), que também possuía outro cinema na cidade, o Cine São José, mas o poder aquisitivo do Cine São Carlos sempre foi maior. Em 1932, estes eram os únicos cinemas em funcionamento na cidade, de acordo com o jornal Correio de São Carlos, datado de 1 de janeiro do mesmo ano. Ainda de acordo com os anúncios no jornal, havia dois tipos de sessões: as vesperais, onde os filmes exibidos eram diferentes em cada sala, e as noturnas,  em que os filmes exibidos eram os mesmos nas duas salas.
A maioria dos filmes que entravam em cartaz, eram de origem norte-americana, destacando-se o estúdio Paramount, os filmes exibidos nos domingos eram reprisados na segunda-feira e todos eram sonorizados por discos. Existiam ainda, sessões especiais para as moças que eram exibidas nas vesperais, o que caracteriza o conservadorismo da época. Alguns historiadores da cidade acreditam que estas sessões também foram criadas na intenção de atrair um público maior, uma vez que popularmente, o cinema era visto como um local onde ocorriam muitos furtos e estupros. Na época, era muito comum a exibição de seriados.
Em 1929, o Cine São Carlos foi o único cinema a exibir o filme Alvorada de Amor (The Love Parade), com o então astro da época, Maurice Chevalier. Os preços podiam variar de acordo com o tipo de assento: homem, mulher ou criança. Em 1932, foram exibidos dois filmes nacionais muito aclamados na época. O Campeão de Futebol (Genésio Arruda, 1931), “um film nacional todo fallado”, e Coisas Nossas (Wallace Downey, 1931), que recebeu muitas críticas positivas por ter sido o primeiro filme nacional totalmente sincronizado e ser produzido de acordo com os padrões norte-americanos.
Além das sessões convencionais, o cinema tinha na programação as vesperais dançantes, que após a exibição dos filmes, bandas de jazz se apresentavam. Complementando a programação, havia ainda a “grandiosa vesperal carnavalesca cine-dansante”, também chamado de “grandioso baile carnavalesco”, era considerado um “programa familiar” e se iniciava às 22h00.
Na década de 1960 o Cine São José foi fechado, mas a Empresa Teatral Paulista manteve o Cine São Carlos em funcionamento, os filmes ficavam em média durante dois dias em cartaz. Em 1969 a cidade realizou o Festival de Cinema Brasileiro de São Carlos. Além disso, a cidade sediou até 1976 o Festival Internacional de Cinema de Curta Metragem, onde diversos países participavam. Outro evento foi sediado na cidade nesta época, o Festival de Cinema Brasileiro, que foi co-patrocinado pela Embrafilme e contou com a participação do consagrado crítico Paulo Emílio Sales Gomes.
Na década de 1970, o Cine São Carlos era o único cinema a realizar exibições, os filmes começaram a ficar um pouco mais de uma semana em cartaz. Haviam duas sessões noturnas, umas às 19h45 e umas às 21h30 e as sessões vesperais eram realizadas esporadicamente. A grande sensação do momento eram os filmes em terceira dimensão (Filme 3D), que os telespectadores tinham que usar óculos especiais para assistí-los. Nesta década, uma grande atração que passou a ser exibida, era a “Sessão Maldita”. O prédio infelizmente foi demolido pela prefeitura em 1977.
Nesta mesma década, houve a inauguração de outros dois grandes cinemas na cidade, o Cine Studio I (1976-1999, 700 lugares) e o Cine Studio II (1976-1992, 400 lugares) respectivamente.
Em 1994, o único cinema em funcionamento na cidade era o Cine Studio I, que continuou apresentando as Sessão Maldita até seus últimos dias. Não há registros sobre o Cine São Carlos.

## "Sessão Maldita"
Estas sessões eram exibidas às quarta-feiras pelo setor cultural da UFSCar (Universidade Federal de São Carlos) e fizeram fama na décadas de 70 a 90. As sessões apresentavam grandes clássicos da cinematografia universal, e geralmente não eram exibidas produções norte-americanas com o intuito de difundir a arte cinematográfica e a difusão cultural através do cinema. O público-alvo eram os universitários e após a sessão, havia debates sobre os filmes exibidos e eram distribuídos folhetos com comentários sobre os filmes, muitos telespectadores passaram a colecioná-los na época. O escritor Marco Bala, em seu livro Histórias e Memórias de São Carlos, escreve que alguns desses telespectadores possuíam ainda um acervo pessoal e tinham a intenção de doá-los ao Acervo José Sidney Leandro da UEIM (Unidade Especial de Informação e Memória) da UFSCar.
Em 2009, um ano após a reinauguração do Cine São Carlos, a Sessão Maldita foi retomada. O primeiro filme a ser exibido foi Dúvida, dirigido pelo diretor, roteirista e dramaturgo John Patrick Shanley, uma adaptação de sua peça teatral que lhe rendeu o Prêmio Pulitzer, e algumas indicações ao Oscar 2009. Outro filme exibido foi A Quase Verdade, uma comédia LGBT dirigida por Sam Karmann. Atualmente a Sessão Maldita não é mais exibida.